# Consonante postalveolar
Una consonante postalveolar, también denominada prepalatal o alveopalatal, es una consonante articulada con la lengua próxima o tocando la parte posterior de la región alveolar, más atrás en la boca que una consonante alveolar, que se articula justo encima del alvéolo dentario, pero no tan atrás como el paladar duro (el lugar donde se articulan las consonantes palatales).

## Introducción
Entre las fricativas y las africadas existe un subtipo de postalveolares denominadas consonantes palatoalveolares (ver más abajo), que tienen signos del AFI específicos. Las consonantes alveolopalatales y las retroflejas son también postalveolares en su punto de articulación, pero se les ha asignado una columna separada en la tabla del AFI.
Las alveolopalatales y las palatoalveolares comúnmente se denominan informalmente «palatales» en las descripciones fonológicas, puesto que las dos categorías raramente contrastan con palatales genuinas.
Las sibilantes palatoalveolares y los clics postaveolares que tienen un signo específico en el AFI son:
| IPA | Descripción                     | Ejemplo | Ejemplo    | Ejemplo | Ejemplo     |
| IPA | Descripción                     | Lengua  | Ortografía | AFI     | Significado |
| --- | ------------------------------- | ------- | ---------- | ------- | ----------- |
|     | Fricativa palatoalveolar sorda  | Inglés  | ship       | [ʃɪp]   | barco       |
|     | Fricativa palatoalveolar sonora | Inglés  | vision     | [vɪʒən] | visión      |
|     | Africada palatoalveolar sorda   | Inglés  | chip       | [tʃɪp]  | ficha       |
|     | Africada palatoalveolar sonora  | Inglés  | jug        | [dʒʌɡ]  | jarra       |
|     | clic apical (post)alveolar      | Nama    | !oas       | [k͡!oas] | hueco       |
|     | Clic palatal                    | !Kung   | ǂua        | [k͡ǂwa]  | imitar      |

## Tipos de fricativas y africadas postalveolares
La diferencia entre palato-alveolares, alveolo-palatales, retroflejas y otras muchas articulaciones es la forma de la lengua más que la posición del contacto entre el paladar de la boca y la lengua, ya que todos esos tipos de consonantes tienen contacto postalveolar.
Un parámetro de variabilidad en la forma de la lengua es si ocurre contacto entre la punta de la lengua (una articulación apical [ʃ̺]) y la superficie inmediatamente anterior de la lengua, llamada lámina de la lengua, una articulación laminar [ʃ̻]), o la parte inferior a la punta (una articulación subapical). Las articulaciones de tipo laminal pueden ser también palatales, así como postalveolares, y en algunas lenguas ambos tipos aparecen en calidad de alófonos.

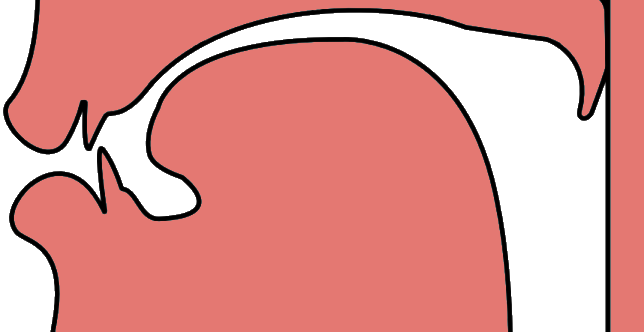
fricativa palato-alveolar /[ʃ, ʒ]/.

fricativa alveolo-palatal /[ɕ, ʑ]/.

Un segundo parámetro de variabilidad es el grado de elevación de la parte anterior de la lengua tras el punto de contacto, que da cuenta del grado de palatalización. De menos a más palatalización, estos grados se denominan «simple» (no palatalizado) [s̠], ligeramente «arqueado» (débilmente palatalizado) como la palato-alveolar [ʃ], y fuertemente palatalizado como la alveo-palatal [ɕ]. Estas posibilidades sordas tienen sus contrapartidas sonoras equivalentes: [z̠, ʒ, ʑ]. Nótese que la curvatura hacia arriba de la punta de la lengua que da lugar a contactos apical o subapicales dificulta que simultáneamente pueda existir palatalización, razón por la cual las consonantes arqueadas no están testimoniadas con articulación subapical, y las consonantes totalmente palatalizadas solo se dan con articulación laminal.
| AFI   | Lugar de articulación                                     | Ejemplos                                        |
| ----- | --------------------------------------------------------- | ----------------------------------------------- |
| [s̠ z̠] | postalveolar laminal plana (retrofleja laminal)           | chino mandarín sh, zh, ch, polaco sz, rz, cz, ż |
| [ṣ ẓ] | postalveolar apical (retrofleja apical)                   | ubijé, toda                                     |
| [ʃ ʒ] | postalveolar arqueada (palato-alveolar)                   | inglés sh, zh (ya sea laminal o apical)         |
| [ʃ̻ ʒ̻] | postalveolar laminal arqueada                             | toda                                            |
| [ɕ ʑ] | postalveolar laminal palatalizada (alveolo-palatal)       | mandarín q, j, x, polaco ć, ś, ź, dź, ubyx      |
| [ŝ ẑ] | postalveolar laminal cerrada                              | ubyx                                            |
| [ʂ ʐ] | postalveolar sub-apical o palatal (retrofleja sub-apical) | Toda                                            |

## Otras post-alveolares
Algunas lenguas que distinguen entre consonantes «dentales» y «alveolares» estrictamente las articulan bien como prealveolares bien como postalveolares. Tal es el caso por ejemplo del malayalam, en el que existe la diferencia entre las vibrantes [r̟] y [r̠]. Estas vibrantes son ambas apicales, aunque al ser la última no palatalizada se denomina usualmente «retrofleja».
Sin embargo, en algunas formas no estándar de malayalam, existe una nasal postalveolar laminal que contrasta fonológicamente con diversas nasales: una apical alveolar, otra patal y otra subapical m n̟ n͇ n̠ ɳ ɲ ŋ.